# Olympische Sommerspiele 1992/Teilnehmer (Italien)
| Gelbes Symbol für Goldmedaillen mit stilisierten Olympischen Ringen | Graues Symbol für Silbermedaillen mit stilisierten Olympischen Ringen | Braundes Symbol für Bronzemedaillen mit stilisierten Olympischen Ringen |
| ------------------------------------------------------------------- | --------------------------------------------------------------------- | ----------------------------------------------------------------------- |
| 6                                                                   | 5                                                                     | 8                                                                       |

Italien nahm an den Olympischen Sommerspielen 1992 in Barcelona mit einer Delegation von 304 Athleten (228 Männer und 76 Frauen) an 169 Wettbewerben in 26 Sportarten teil. Fahnenträger bei der Eröffnungsfeier war der Ruderer Giuseppe Abbagnale.

## Medaillengewinner

### Gold
| Name | Sportart   | Wettkampf                   |
| --- | ---------- | --------------------------- |
| Giovanna Trillini | Fechten    | Frauen, Florett, Einzel     |
| Giovanna Trillini, Francesca Bortolozzi-Borella, Diana Bianchedi, Margherita Zalaffi & Dorina Vaccaroni | Fechten    | Frauen, Florett, Mannschaft |
| Pierpaolo Ferrazzi | Kanu       | Männer, Kajak-Einer, Slalom |
| Fabio Casartelli | Radsport   | Männer, Straßenrennen       |
| Giovanni Lombardi | Radsport   | Männer, Punktefahren        |
| Carlo Silipo, Amedeo Pomilio, Francesco Porzio, Giuseppe Porzio, Mario Fiorillo, Ferdinando Gandolfi, Alessandro Campagna, Marco D’Altrui, Massimiliano Ferretti, Francesco Attolico, Alessandro Bovo & Paolo Caldarella | Wasserball | Männerturnier               |

### Silber
| Name                                                             | Sportart | Wettkampf                                      |
| ---------------------------------------------------------------- | -------- | ---------------------------------------------- |
| Marco Marin                                                      | Fechten  | Männer, Säbel, Einzel                          |
| Emanuela Pierantozzi                                             | Judo     | Frauen, Mittelgewicht                          |
| Andrea Peron, Flavio Anastasia, Luca Colombo & Gianfranco Contri | Radsport | Männer, Straßenrennen, Mannschaft              |
| Vincenzo Maenza                                                  | Ringen   | Männer, Halbfliegengewicht, griechisch-römisch |
| Carmine Abbagnale, Giuseppe Abbagnale & Giuseppe Di Capua        | Rudern   | Männer, Zweier mit Steuermann                  |

### Bronze
| Name                                                                     | Sportart           | Wettkampf                       |
| ------------------------------------------------------------------------ | ------------------ | ------------------------------- |
| Bruno Dreossi & Antonio Rossi                                            | Kanu               | Männer, Kajak-Zweier, 500 Meter |
| Giovanni de Benedictis                                                   | Leichtathletik     | Männer, 20 Kilometer Gehen      |
| Carlo Massullo, Roberto Bomprezzi & Gianluca Tiberti                     | Moderner Fünfkampf | Männer, Mannschaft              |
| Filippo Soffici, Alessandro Corona, Gianluca Farina & Rossano Galtarossa | Rudern             | Männer, Doppelvierer            |
| Marco Venturini                                                          | Schießen           | Männer, Trap                    |
| Bruno Rossetti                                                           | Schießen           | Männer, Skeet                   |
| Stefano Battistelli                                                      | Schwimmen          | Männer, 200 Meter Rücken        |
| Luca Sacchi                                                              | Schwimmen          | Männer, 400 Meter Lagen         |

## Teilnehmer nach Sportarten

### Baseball
- Männerturnier
7. Platz

- Kader
Ruggero Bagialemani
Roberto Bianchi
Luigi Carrozza
Paolo Ceccaroli
Claudio Cecconi
Massimo Ciaramella
Rolando Cretis
Alberto D’Auria
Maurizio De Sanctis
Massimo Fochi
Elio Gambuti
Massimiliano Masin
Massimo Melassi
Francesco Petruzzelli
Leonardo Schianchi
Andrea Succi
Claudio Taglienti
Guglielmo Trinci
Marco Ubani
Fulvio Valle

### Basketball
- Frauenturnier
8. Platz

- Kader
Angela Arcangeli
Monica Bastiani
Anna Costalunga
Mara Fullin
Elena Paparazzo
Stefania Passaro
Catarina Pollini
Francesca Rossi
Stefania Salvemini
Stefania Stanzani
Silvia Todeschini
Giuseppina Tufano

### Bogenschießen
- Ilario Di Buò
Männer, Einzel: 39. Platz
Männer, Mannschaft: 14. Platz

- Andrea Parenti
Männer, Einzel: 19. Platz
Männer, Mannschaft: 14. Platz

- Alessandro Rivolta
Männer, Einzel: 22. Platz
Männer, Mannschaft: 14. Platz

- Maria Testa
Frauen, Einzel: 21. Platz

### Boxen
- Roberto Castelli
Männer, Halbschwergewicht: 2. Runde

- Luigi Castiglione
Männer, Halbfliegengewicht: 1. Runde

- Fabrizio De Chiara
Männer, Halbmittelgewicht: 1. Runde

- Michele Piccirillo
Männer, Halbweltergewicht: 2. Runde

- Tommaso Russo
Männer, Mittelgewicht: 1. Runde

### Fechten
- Marco Arpino
Männer, Florett, Mannschaft: 6. Platz

- Diana Bianchedi
Frauen, Florett, Mannschaft: Gold

- Andrea Borella
Männer, Florett, Einzel: 5. Platz
Männer, Florett, Mannschaft: 6. Platz

- Francesca Bortolozzi-Borella
Frauen, Florett, Einzel: 19. Platz
Frauen, Florett, Mannschaft: Gold

- Stefano Cerioni
Männer, Florett, Einzel: 17. Platz
Männer, Florett, Mannschaft: 6. Platz

- Sandro Cuomo
Männer, Degen, Einzel: 26. Platz
Männer, Degen, Mannschaft: 5. Platz

- Marco Marin
Männer, Säbel, Einzel: Silber 
Männer, Säbel, Mannschaft: 8. Platz

- Angelo Mazzoni
Männer, Degen, Einzel: 6. Platz
Männer, Degen, Mannschaft: 5. Platz

- Ferdinando Meglio
Männer, Säbel, Einzel: 6. Platz
Männer, Säbel, Mannschaft: 8. Platz

- Mauro Numa
Männer, Florett, Einzel: 10. Platz
Männer, Florett, Mannschaft: 6. Platz

- Stefano Pantano
Männer, Degen, Mannschaft: 5. Platz

- Alessandro Puccini
Männer, Florett, Mannschaft: 6. Platz

- Maurizio Randazzo
Männer, Degen, Einzel: 15. Platz
Männer, Degen, Mannschaft: 5. Platz

- Sandro Resegotti
Männer, Degen, Mannschaft: 5. Platz

- Giovanni Scalzo
Männer, Säbel, Einzel: 4. Platz
Männer, Säbel, Mannschaft: 8. Platz

- Giovanni Sirovich
Männer, Säbel, Mannschaft: 8. Platz

- Tonhi Terenzi
Männer, Säbel, Mannschaft: 8. Platz

- Giovanna Trillini
Frauen, Florett, Einzel: Gold 
Frauen, Florett, Mannschaft: Gold

- Dorina Vaccaroni
Frauen, Florett, Mannschaft: Gold

- Margherita Zalaffi
Frauen, Florett, Einzel: 5. Platz
Frauen, Florett, Mannschaft: Gold

### Fußball
- Männerturnier
Viertelfinale

- Kader
  - Tor

1 Francesco Antonioli
12 Angelo Peruzzi
  - Abwehr

2 Mauro Bonomi
3 Giuseppe Favalli
5 Salvatore Matrecano
7 Stefano Rossini
  - Mittelfeld

4 Luca Luzardi
6 Alessandro Orlando
8 Mirko Taccola
9 Rufo Verga
10 Demetrio Albertini
11 Dino Baggio
13 Eugenio Corini
14 Dario Marcolin
15 Gianluca Sordo
  - Sturm

16 Renato Buso
17 Pasquale Rocco
18 Marco Ferrante
19 Alessandro Melli
20 Roberto Muzzi
  - Trainer

Cesare Maldini

### Gewichtheben
- Vanni Lauzana
Männer, Superschwergewicht: 12. Platz

- Norberto Oberburger
Männer, II. Schwergewicht: 10. Platz

- Giovanni Scarantino
Männer, Bantamgewicht: 14. Platz

### Judo
- Marino Cattedra
Männer, Ultraleichtgewicht: 9. Platz

- Alessandra Giungi
Frauen, Halbleichtgewicht: 5. Platz

- Luigi Guido
Männer, Halbschwergewicht: 17. Platz

- Maria Teresa Motta
Frauen, Schwergewicht: 16. Platz

- Emanuela Pierantozzi
Frauen, Mittelgewicht: Silber

- Massimo Sulli
Männer, Leichtgewicht: 9. Platz

- Giovanna Tortora
Frauen, Ultraleichtgewicht: 9. Platz

- Stefano Venturelli
Männer, Schwergewicht: 13. Platz

- Giorgio Vismara
Männer, Mittelgewicht: 13. Platz

### Kanu
- Daniele Scarpa
Männer, Kajak-Einer, 500 Meter: 7. Platz

- Josefa Idem-Guerrini
Frauen, Kajak-Einer, 500 Meter: 4. Platz

- Beniamino Bonomi
Männer, Kajak-Einer, 1000 Meter: 5. Platz

- Pierpaolo Ferrazzi
Männer, Kajak-Einer, Slalom: Gold

- Maria Cristina Giai Pron
Frauen, Kajak-Einer, Slalom: 18. Platz

- Paolo Luschi & Daniele Scarpa
Männer, Kajak-Zweier, 1000 Meter: 5. Platz

- Bruno Dreossi & Antonio Rossi
Männer, Kajak-Zweier, 500 Meter: Bronze

- Matteo Bruscoli, Enrico Lupetti, Iduino Santoni & Paolo Tommasini
Männer, Kajak-Vierer, 1000 Meter: Hoffnungslauf

- Amalia Calzavara, Annacatia Casagrande, Chiara Dal Santo & Lucia Micheli
Frauen, Kajak-Vierer, 500 Meter: Hoffnungslauf

- Franco Lizzio
Männer, Canadier-Einer, 500 Meter: Halbfinale

- Renato De Monti
Männer, Canadier-Einer, Slalom: 5. Platz

### Leichtathletik
- Alessandro Aimar
Männer, 4 × 400 Meter: 6. Platz

- Alessandro Andrei
Männer, Kugelstoßen: 11. Platz

- Salvatore Antibo
Männer, 5000 Meter: 16. Platz
Männer, 10.000 Meter: 4. Platz

- Walter Arena
Männer, 20 Kilometer Gehen: 18. Platz

- Francesco Bennici
Männer, 10.000 Meter: Vorläufe

- Andrea Benvenuti
Männer, 800 Meter: 5. Platz

- Salvatore Bettiol
Männer, Marathon: 5. Platz

- Antonella Bevilacqua
Frauen, Hochsprung: 22. Platz in der Qualifikation

- Gelindo Bordin
Männer, Marathon: DNF

- Roberta Brunet
Frauen, 3000 Meter: 10. Platz

- Antonella Capriotti
Frauen, Weitsprung: 18. Platz in der Qualifikation

- Maurizio Damilano
Männer, 20 Kilometer Gehen: 4. Platz

- Giovanni De Benedictis
Männer, 20 Kilometer Gehen: Bronze

- Giuseppe De Gaetano
Männer, 50 Kilometer Gehen: 12. Platz

- Gennaro Di Napoli
Männer, 1500 Meter: Halbfinale

- Giovanni Evangelisti
Männer, Weitsprung: kein gültiger Versuch in der Qualifikation

- Alessio Faustini
Männer, Marathon: 44. Platz

- Fabio Grossi
Männer, 4 × 400 Meter: 6. Platz

- Alessandro Lambruschini
Männer, 3000 Meter Hindernis: 4. Platz

- Agnese Maffeis
Frauen, Diskuswurf: 10. Platz

- Fabrizio Mori
Männer, 400 Meter Hürden: Vorläufe

- Rosanna Munerotto
Frauen, 10.000 Meter: 16. Platz

- Andrea Nuti
Männer, 400 Meter: Viertelfinale
Männer, 4 × 400 Meter: 6. Platz

- Laurent Ottoz
Männer, 110 Meter Hürden: Halbfinale

- Andrea Pegoraro
Männer, Stabhochsprung: 20. Platz in der Qualifikation

- Giovanni Perricelli
Männer, 50 Kilometer Gehen: DNF

- Elisabetta Perrone
Frauen, 10 Kilometer Gehen: 19. Platz

- Massimo Quiriconi
Männer, 50 Kilometer Gehen: 13. Platz

- Bettina Sabatini
Frauen, Marathon: 18. Platz

- Ileana Salvador
Frauen, 10 Kilometer Gehen: disqualifiziert

- Emma Scaunich
Frauen, Marathon: 23. Platz

- Enrico Sgrulletti
Männer, Hammerwurf: 11. Platz

- Annarita Sidoti
Frauen, 10 Kilometer Gehen: 7. Platz

- Fabia Trabaldo
Frauen, 800 Meter: Vorläufe
Frauen, 1500 Meter: Halbfinale

- Irmgard Trojer
Frauen, 400 Meter Hürden: Halbfinale

- Valentina Uccheddu
Frauen, Weitsprung: 21. Platz in der Qualifikation

- Marco Vaccari
Männer, 400 Meter: Vorläufe
Männer, 4 × 400 Meter: 6. Platz

- Anna Villani
Frauen, Marathon: 20. Platz

- Luciano Zerbini
Männer, Kugelstoßen: 9. Platz
Männer, Diskuswurf: kein gültiger Versuch in der Qualifikation

### Moderner Fünfkampf
- Roberto Bomprezzi
Männer, Einzel: 5. Platz
Männer, Mannschaft: Bronze

- Carlo Massullo
Männer, Einzel: 12. Platz
Männer, Mannschaft: Bronze

- Gianluca Tiberti
Männer, Einzel: 23. Platz
Männer, Mannschaft: Bronze

### Radsport
- Flavio Anastasia
Männer, 100 Kilometer Zeitfahren: Silber

- Ivan Beltrami
Männer, 4000 Meter Einerverfolgung: 8. Platz
Männer, 4000 Meter Mannschaftsverfolgung: 4. Platz

- Roberta Bonanomi
Frauen, Straßenrennen: 39. Platz

- Rossano Brasi
Männer, 4000 Meter Mannschaftsverfolgung: 4. Platz

- Adler Capelli
Männer, 1000 Meter Zeitfahren: 5. Platz

- Valeria Cappellotto
Frauen, Straßenrennen: 17. Platz

- Fabio Casartelli
Männer, Straßenrennen: Gold

- Ivan Cerioli
Männer, 4000 Meter Mannschaftsverfolgung: 4. Platz

- Roberto Chiappa
Männer, Sprint: 4. Platz

- Luca Colombo
Männer, 100 Kilometer Zeitfahren: Silber

- Gianfranco Contri
Männer, 100 Kilometer Zeitfahren: Silber

- Mirco Gualdi
Männer, Straßenrennen: 71. Platz

- Giovanni Lombardi
Männer, 4000 Meter Mannschaftsverfolgung: 4. Platz
Männer, Punktefahren: Gold

- Andrea Peron
Männer, 100 Kilometer Zeitfahren: Silber

- Gabriella Pregnolato
Frauen, 3000 Meter Einerverfolgung: 12. Platz

- Davide Rebellin
Männer, Straßenrennen: 20. Platz

- Fabrizio Trezzi
Männer, 4000 Meter Mannschaftsverfolgung: 4. Platz

- Maria Paola Turcutto
Frauen, Straßenrennen: 32. Platz

### Reiten
- Laura Conz Dall'Ora
Dressur, Einzel: 45. Platz
Dressur, Mannschaft: 8. Platz

- Daria Fantoni
Dressur, Einzel: 39. Platz
Dressur, Mannschaft: 8. Platz

- Paolo Giani Margi
Dressur, Einzel: 31. Platz
Dressur, Mannschaft: 8. Platz

- Francesco Girardi
Vielseitigkeitsreiten, Einzel: 56. Platz
Vielseitigkeitsreiten, Mannschaft: 13. Platz

- Gianni Govoni
Springen, Einzel: 71. Platz in der Qualifikation
Springen, Mannschaft: 16. Platz

- Pia Laus
Dressur, Einzel: 7. Platz
Dressur, Mannschaft: 8. Platz

- Fabio Magni
Vielseitigkeitsreiten, Einzel: DNF
Vielseitigkeitsreiten, Mannschaft: 13. Platz

- Giorgio Nuti
Springen, Einzel: 53. Platz in der Qualifikation
Springen, Mannschaft: 16. Platz

- Federico Roman
Vielseitigkeitsreiten, Einzel: 47. Platz
Vielseitigkeitsreiten, Mannschaft: 13. Platz

- Jerry Smit
Springen, Einzel: 17. Platz
Springen, Mannschaft: 16. Platz

- Valerio Sozzi
Springen, Einzel: DNF
Springen, Mannschaft: 16. Platz

- Lara Villata
Vielseitigkeitsreiten, Einzel: 24. Platz
Vielseitigkeitsreiten, Mannschaft: 13. Platz

### Rhythmische Sportgymnastik
- Samantha Ferrari
Frauen, Einzel: 12. Platz

- Irene Germini
Frauen, Einzel: 13. Platz

### Ringen
- Salvatore Campanella
Männer, Halbschwergewicht, griechisch-römisch: 8. Platz

- Renato Lombardo
Männer, Halbschwergewicht, Freistil: 8. Platz

- Vincenzo Maenza
Männer, Halbfliegengewicht, griechisch-römisch: Silber

- Ernesto Razzino
Männer, Mittelgewicht, griechisch-römisch: 3. Runde

- Giovanni Schillaci
Männer, Federgewicht, Freistil: 3. Runde

### Rudern
- Massimo Marconcini
Männer, Einer: 13. Platz

- Carmine Abbagnale, Giuseppe Abbagnale & Giuseppe Di Capua
Männer, Zweier mit Steuermann: Silber

- Alessandro Corona, Gianluca Farina, Rossano Galtarossa & Filippo Soffici
Männer, Doppelvierer: Bronze

- Riccardo Dei Rossi, Roby La Mura, Rocco Pecoraro & Luca Sartori
Männer, Vierer ohne Steuermann: 8. Platz

- Roberto Blanda, Walter Bottega, Raffaello Leonardo, Ciro Liguori, Dino Lucchetta, Antonio Maurogiovanni, Valter Molea, Riccardo Moretti & Giovanni Suarez
Männer, Achter: 9. Platz

### Schießen
- Andrea Benelli
Skeet: 25. Platz

- Massimo Birindelli
Männer, Kleinkaliber, liegend: 39. Platz

- Daniele Cioni
Trap: 14. Platz

- Carlo Colombo
Laufende Scheibe: 11. Platz

- Roberto Di Donna
Männer, Luftpistole: 8. Platz
Männer, Freie Pistole: 22. Platz

- Valerio Donnianni
Männer, Laufende Scheibe: 19. Platz

- Dario Palazzani
Männer, Luftpistole: 22. Platz
Männer, Freie Pistole: 42. Platz

- Giovanni Pellielo
Trap: 10. Platz

- Bruno Rossetti
Skeet: Bronze

- Luca Scribani Rossi
Skeet: 7. Platz

- Michela Suppo
Frauen, Luftpistole: 24. Platz
Frauen, Sportpistole: 40. Platz

- Pierluigi Ussorio
Männer, Schnellfeuerpistole: 11. Platz

- Marco Venturini
Trap: Bronze

### Schwimmen
- Stefano Battistelli
Männer, 4 × 200 Meter Freistil: 5. Platz
Männer, 100 Meter Rücken: 23. Platz
Männer, 200 Meter Rücken: Bronze

- Luca Bianchin
Männer, 200 Meter Rücken: 11. Platz

- Lara Bianconi
Frauen, 100 Meter Rücken: 25. Platz
Frauen, 200 Meter Lagen: 20. Platz

- Marco Braida
Männer, 100 Meter Schmetterling: 40. Platz
Männer, 200 Meter Schmetterling: 16. Platz

- Andrea Cecchi
Männer, 100 Meter Brust: 17. Platz
Männer, 200 Meter Brust: 17. Platz

- Cristina Chiuso
Frauen, 50 Meter Freistil: 19. Platz

- Manuela Dalla Valle
Frauen, 100 Meter Brust: 7. Platz
Frauen, 200 Meter Brust: 7. Platz
Frauen, 4 × 100 Meter Lagen: 9. Platz

- Elena Donati
Frauen, 100 Meter Brust: 32. Platz
Frauen, 200 Meter Brust: 24. Platz

- Roberto Gleria
Männer, 100 Meter Freistil: 15. Platz
Männer, 200 Meter Freistil: 17. Platz
Männer, 4 × 100 Meter Freistil: 10. Platz
Männer, 4 × 200 Meter Freistil: 5. Platz

- René Gusperti
Männer, 50 Meter Freistil: 14. Platz

- Emanuele Idini
Männer, 4 × 100 Meter Freistil: 10. Platz
Männer, 4 × 200 Meter Freistil: 5. Platz

- Giorgio Lamberti
Männer, 100 Meter Freistil: 17. Platz
Männer, 4 × 100 Meter Freistil: 10. Platz
Männer, 4 × 200 Meter Freistil: 5. Platz

- Manuela Melchiorri
Frauen, 400 Meter Freistil: 15. Platz
Frauen, 800 Meter Freistil: 12. Platz

- Emanuele Merisi
Männer, 100 Meter Rücken: 16. Platz
Männer, 4 × 100 Meter Lagen: 11. Platz

- Leonardo Michelotti
Männer, 100 Meter Schmetterling: 23. Platz
Männer, 4 × 100 Meter Lagen: 11. Platz

- Gianni Minervini
Männer, 100 Meter Brust: 10. Platz
Männer, 4 × 100 Meter Lagen: 11. Platz

- Francesco Postiglione
Männer, 200 Meter Brust: 16. Platz

- Luca Sacchi
Männer, 200 Meter Lagen: 16. Platz
Männer, 400 Meter Lagen: Bronze

- Francesca Salvalajo
Frauen, 200 Meter Rücken: 20. Platz

- Ilaria Sciorelli
Frauen, 100 Meter Freistil: 36. Platz
Frauen, 4 × 100 Meter Lagen: 9. Platz

- Piermaria Siciliano
Männer, 400 Meter Freistil: 12. Platz
Männer, 1500 Meter Freistil: 13. Platz
Männer, 4 × 200 Meter Freistil: 5. Platz

- Ilaria Tocchini
Frauen, 100 Meter Schmetterling: 15. Platz
Frauen, 200 Meter Schmetterling: 8. Platz
Frauen, 4 × 100 Meter Lagen: 9. Platz

- Massimo Trevisan
Männer, 200 Meter Freistil: 12. Platz
Männer, 400 Meter Freistil: 19. Platz
Männer, 4 × 100 Meter Freistil: 10. Platz
Männer, 4 × 200 Meter Freistil: 5. Platz
Männer, 4 × 100 Meter Lagen: 11. Platz

- Lorenza Vigarani
Frauen, 100 Meter Rücken: 23. Platz
Frauen, 200 Meter Rücken: 13. Platz
Frauen, 4 × 100 Meter Lagen: 9. Platz

### Segeln
- Arianna Bogatec
Frauen, Europe: 8. Platz

- Riccardo Giordano
Männer, Windsurfen: 16. Platz

- Alessandra Sensini
Frauen, Windsurfen: 7. Platz

- Emanuele Vaccari
Männer, Finn-Dinghy: 14. Platz

- Paolo Montefusco & Sandro Montefusco
Männer, Finn-Dinghy: 11. Platz

- Anna Maria Barabino & Maria Quarra
Frauen, Finn-Dinghy: 7. Platz

- Roberto Benamati & Mario Salani
Star: 16. Platz

- Angelo Glisoni & Giorgio Zuccoli
Tornado: 17. Platz

- Flavio Grassi & Luca Santella
Flying Dutchman: 21. Platz

### Synchronschwimmen
- Giovanna Burlando
Frauen, Einzel: Vorrunde
Frauen, Duett: 10. Platz

- Paola Celli
Frauen, Einzel: 12. Platz
Frauen, Duett: 10. Platz

### Tennis
- Omar Camporese
Männer, Einzel: 2. Runde
Männer, Doppel: Achtelfinale

- Cristiano Caratti
Männer, Einzel: 1. Runde

- Sandra Cecchini
Frauen, Einzel: 2. Runde

- Renzo Furlan
Männer, Einzel: Achtelfinale

- Laura Garrone
Frauen, Doppel: Achtelfinale

- Diego Nargiso
Männer, Doppel: Achtelfinale

- Katia Piccolini
Frauen, Einzel: 1. Runde

- Raffaella Reggi-Concato
Frauen, Einzel: 2. Runde
Frauen, Doppel: Achtelfinale

### Tischtennis
- Alessia Arisi
Frauen, Einzel: 17. Platz (Gruppenphase)

### Turnen
- Paolo Bucci
Männer, Einzelmehrkampf: 15. Platz
Männer, Mannschaftsmehrkampf: 5. Platz
Männer, Boden: 29. Platz in der Qualifikation
Männer, Pferd: 27. Platz in der Qualifikation
Männer, Barren: 18. Platz in der Qualifikation
Männer, Reck: 23. Platz in der Qualifikation
Männer, Ringe: 25. Platz in der Qualifikation
Männer, Seitpferd: 21. Platz in der Qualifikation

- Gianmatteo Centazzo
Männer, Einzelmehrkampf: 66. Platz in der Qualifikation
Männer, Mannschaftsmehrkampf: 5. Platz
Männer, Boden: 88. Platz in der Qualifikation
Männer, Pferd: 82. Platz in der Qualifikation
Männer, Barren: 77. Platz in der Qualifikation
Männer, Reck: 50. Platz in der Qualifikation
Männer, Ringe: 55. Platz in der Qualifikation
Männer, Seitpferd: 20. Platz in der Qualifikation

- Boris Preti
Männer, Einzelmehrkampf: 16. Platz
Männer, Mannschaftsmehrkampf: 5. Platz
Männer, Boden: 29. Platz in der Qualifikation
Männer, Pferd: 33. Platz in der Qualifikation
Männer, Barren: 22. Platz in der Qualifikation
Männer, Reck: 14. Platz in der Qualifikation
Männer, Ringe: 20. Platz in der Qualifikation
Männer, Seitpferd: 16. Platz in der Qualifikation

- Ruggero Rossato
Männer, Einzelmehrkampf: 22. Platz
Männer, Mannschaftsmehrkampf: 5. Platz
Männer, Boden: 29. Platz in der Qualifikation
Männer, Pferd: 19. Platz in der Qualifikation
Männer, Barren: 49. Platz in der Qualifikation
Männer, Reck: 53. Platz in der Qualifikation
Männer, Ringe: 47. Platz in der Qualifikation
Männer, Seitpferd: 23. Platz in der Qualifikation

- Gabriele Sala
Männer, Einzelmehrkampf: 53. Platz in der Qualifikation
Männer, Mannschaftsmehrkampf: 5. Platz
Männer, Boden: 47. Platz in der Qualifikation
Männer, Pferd: 37. Platz in der Qualifikation
Männer, Barren: 54. Platz in der Qualifikation
Männer, Reck: 73. Platz in der Qualifikation
Männer, Ringe: 69. Platz in der Qualifikation
Männer, Seitpferd: 26. Platz in der Qualifikation

- Veronica Servente
Frauen, Einzelmehrkampf: 65. Platz in der Qualifikation
Frauen, Boden: 51. Platz in der Qualifikation
Frauen, Pferd: 61. Platz in der Qualifikation
Frauen, Stufenbarren: 73. Platz in der Qualifikation
Frauen, Schwebebalken: 69. Platz in der Qualifikation

- Alessandro Viligiardi
Männer, Einzelmehrkampf: 71. Platz in der Qualifikation
Männer, Mannschaftsmehrkampf: 5. Platz
Männer, Boden: 67. Platz in der Qualifikation
Männer, Pferd: 53. Platz in der Qualifikation
Männer, Barren: 32. Platz in der Qualifikation
Männer, Reck: 58. Platz in der Qualifikation
Männer, Ringe: 78. Platz in der Qualifikation
Männer, Seitpferd: 85. Platz in der Qualifikation

- Giulia Volpi
Frauen, Einzelmehrkampf: 76. Platz in der Qualifikation
Frauen, Boden: 77. Platz in der Qualifikation
Frauen, Pferd: 72. Platz in der Qualifikation
Frauen, Stufenbarren: 90. Platz in der Qualifikation
Frauen, Schwebebalken: 35. Platz in der Qualifikation

### Volleyball
- Männerturnier
5. Platz

- Kader
Lorenzo Bernardi
Marco Bracci
Luca Cantagalli
Claudio Galli
Andrea Gardini
Andrea Giani
Andrea Lucchetta
Roberto Masciarelli
Michele Pasinato
Paolo Tofoli
Fabio Vullo
Andrea Zorzi

### Wasserball
- Männerturnier
Gold

- Kader
Francesco Attolico
Gianni Averaimo
Alessandro Bovo
Paolo Caldarella
Alessandro Campagna
Marco D’Altrui
Massimiliano Ferretti
Mario Fiorillo
Ferdinando Gandolfi
Amedeo Pomilio
Giuseppe Porzio
Francesco Porzio
Carlo Silipo

### Wasserspringen
- Luisella Bisello
Frauen, Kunstspringen: 24. Platz in der Qualifikation
Frauen, Turmspringen: 19. Platz in der Qualifikation

- Alessandro De Botton
Männer, Kunstspringen: 28. Platz in der Qualifikation
Männer, Turmspringen: 17. Platz in der Qualifikation

- Davide Lorenzini
Männer, Kunstspringen: 12. Platz